# Vuolep Áhppojávrre
Vuolep Áhppojávrre, enligt tidigare ortografi Vuolep Appojaure, är en sjö i Gällivare kommun i Lappland och ingår i Luleälvens huvudavrinningsområde. Sjön har en area på 2,06 kvadratkilometer och ligger 388 meter över havet. Sjön avvattnas av vattendraget Áhppojåhkå.
Vuolep är komparativformen av adjektivet vuolle och betyder nedre eller lägre. Här är det relaterat till den högre liggande Bajep Áhppojávrre som ligger 5 km norr om Vuolep Áhppojávrre.

## Delavrinningsområde
Vuolep Áhppojávrre ingår i det delavrinningsområde (746151-165345) som SMHI kallar för Utloppet av Vuolep Appojaure. Medelhöjden är 440 meter över havet och ytan är 15,29 kvadratkilometer. Räknas de 3 avrinningsområdena uppströms in blir den ackumulerade arean 57,43 kvadratkilometer. Áhppojåhkå som avvattnar avrinningsområdet har biflödesordning 2, vilket innebär att vattnet flödar genom totalt 2 vattendrag innan det når havet efter 243 kilometer. Avrinningsområdet består mestadels av skog (84 procent). Avrinningsområdet har 2,06 kvadratkilometer vattenytor vilket ger det en sjöprocent på 13,5 procent.